# Pardalosus pardalis
Pardalosus pardalis är en skalbaggsart som beskrevs av Leconte 1857. Pardalosus pardalis ingår i släktet Pardalosus och familjen Aphodiidae. Inga underarter finns listade i Catalogue of Life.